# Reprezentacja Meksyku w piłce nożnej mężczyzn
Reprezentacja Meksyku w piłce nożnej mężczyzn – drużyna piłkarska reprezentująca Meksykańskie Stany Zjednoczone w zawodach międzynarodowych. Za jej funkcjonowanie odpowiedzialna jest Federación Mexicana de Fútbol Asociación, organ zarządzający piłką nożną w Meksyku. W reprezentacji mogą występować wyłącznie zawodnicy posiadający obywatelstwo meksykańskie.
Jest zdecydowanie najsilniejszą i najbardziej utytułowaną reprezentacją piłkarską z Ameryki Północnej, oraz jedną z najsilniejszych spoza Europy i Ameryki Południowej. Aż 17 razy wystąpiła na mundialu (więcej niż takie drużyny jak Francja, Hiszpania, Urugwaj, Anglia czy Holandia), ma na koncie najwięcej zdobytych Złotych Pucharów CONCACAF, czyli rozgrywek między najlepszymi drużynami Ameryki Północnej.

## Dzieje reprezentacji
Reprezentacja Meksyku w swych dotychczasowych szesnastu startach w finałach mistrzostw świata (1930, 1950, 1954, 1958, 1962, 1966, 1970, 1978, 1986, 1994, 1998, 2002, 2006, 2010, 2014, 2018) – mundiale w 1970 i 1986 jako gospodarz – rozegrała 53 mecze, z czego 14 wygrała, tyle samo zremisowała i 25 przegrała. Tylko dziewięć zwycięstw odniosła w turniejach, w których nie była gospodarzem. Z eliminacji do Mundialu 1990 Meksyk został zdyskwalifikowany za przekroczenie limitu wieku w młodzieżowej reprezentacji.
Jeszcze w 1978 roku drużyna meksykańska z mało jeszcze znanym Hugo Sánchezem w składzie, odgrywała rolę wyłącznie dostarczyciela punktów. Począwszy od lat 80. dzięki zainwestowaniu dużych pieniędzy w ligę oraz przejęciu przez reprezentację wzorców z futbolu brazylijskiego, obserwujemy stopniowy wzrost poziomu piłki meksykańskiej, czego dowodem udane występy reprezentacji w mistrzostwach świata i, przede wszystkim, jej dominacja na kontynencie północnoamerykańskim (w rozgrywanym od 1991 roku Złotym Pucharze CONCACAF triumfowała ośmiokrotnie, raz zajęła drugie miejsce, trzykrotnie była trzecia, trzykrotnie również kończyła rozgrywki na ćwierćfinale). Od 1993 roku Meksyk zapraszany jest do rywalizacji o Copa América. W mistrzostwach Ameryki Południowej dwa razy grał w finale tej imprezy (1993, 2001) zajmując ostatecznie drugie miejsce, trzykrotnie zaś zajął trzecie miejsce (1997, 1999, 2007).
Występował również w Pucharze Konfederacji raz triumfując (1999), i raz zajmując trzecie (1995) oraz czwarte (2005) miejsce. Rozgrywki w 1997, 2001 i 2013 roku kończył na fazie grupowej, a w edycjach 1992, 2003 i 2009 nie brał udziału. Brali także udział w Pucharze Konfederacji 2017. W pierwszym meczu na tym turnieju Meksykanie zremisowali z Portugalią 2:2. W drugim zwyciężyli reprezentację Nowej Zelandii 2:1, natomiast w trzecim takim samym stosunkiem bramek (2:1) ograli reprezentację Rosji dzięki czemu awansowali do półfinału w którym zmierzyli się z Niemcami. Przegrali to spotkanie 1:4. Meksykanie zagrali więc w meczu o trzecie miejsce z reprezentacją Portugalii, z którą przegrali po dogrywce 1:2 zajmując tym samym czwarte miejsce w turnieju. Reprezentacja Meksyku powtórzyła zatem wynik z 2005 roku.
Największym jak do tej pory sukcesem futbolu meksykańskiego jest zwycięstwo drużyny juniorów w mistrzostwach świata U-17 rozgrywanych w Peru w 2005 roku. Młodzi następcy Sáncheza, Camposa i Hernándeza w meczu finałowym pokonali Brazylię 3:0.
Reprezentacja Meksyku zajmuje (stan na 6 lipca 2017) 16 miejsce w rankingu FIFA i 1. miejsce w Federacji CONCACAF.

## Udział w międzynarodowych turniejach

### Mistrzostwa świata
- 1930 – Faza grupowa
- 1934 – Nie zakwalifikował się
- 1938 – Wycofał się w trakcie kwalifikacji
- 1950 – Faza grupowa
- 1954 – Faza grupowa
- 1958 – Faza grupowa
- 1962 – Faza grupowa
- 1966 – Faza grupowa
- 1970 – Ćwierćfinał
- 1974 – Nie zakwalifikował się
- 1978 – Faza grupowa
- 1982 – Nie zakwalifikował się
- 1986 – Ćwierćfinał
- 1990 – Dyskwalifikacja[4]
- 1994 – 1/8 finału
- 1998 – 1/8 finału
- 2002 – 1/8 finału
- 2006 – 1/8 finału
- 2010 – 1/8 finału
- 2014 – 1/8 finału
- 2018 – 1/8 finału
- 2022 – Faza grupowa

### Złoty Puchar CONCACAF
- 1991 – III Miejsce
- 1993 – Mistrzostwo
- 1996 – Mistrzostwo
- 1998 – Mistrzostwo
- 2000 – Ćwierćfinał
- 2002 – Ćwierćfinał
- 2003 – Mistrzostwo
- 2005 – Ćwierćfinał
- 2007 – II Miejsce
- 2009 – Mistrzostwo
- 2011 – Mistrzostwo
- 2013 – III Miejsce[5]
- 2015 – Mistrzostwo
- 2017 – III Miejsce[5]
- 2019 – Mistrzostwo
- 2021 – II Miejsce

### Puchar Konfederacji
- 1992 – Nie brał udziału
- 1995 – III miejsce
- 1997 – Faza grupowa
- 1999 – Mistrzostwo
- 2001 – Faza grupowa
- 2003 – Nie brał udziału
- 2005 – IV miejsce
- 2009 – Nie brał udziału
- 2013 – Faza grupowa
- 2017 – IV miejsce

## Rekordziści
| #   | Zawodnik            | Pozycja | Lata      | Występy |
| --- | ------------------- | ------- | --------- | ------- |
| 1.  | Andrés Guardado     | PO      | 2005–     | 181     |
| 2.  | Claudio Suárez      | OB      | 1992–2006 | 178     |
| 3.  | Rafael Márquez      | OB      | 1997–2018 | 147     |
| 4.  | Pável Pardo         | PO      | 1996–2009 | 146     |
| 4.  | Gerardo Torrado     | PO      | 1999–2013 | 146     |
| 6.  | Jorge Campos        | BR      | 1991–2003 | 130     |
| 6.  | Héctor Moreno       | OB      | 2007–     | 130     |
| 8.  | Alberto García Aspe | PO      | 1988–2002 | 126     |
| 9.  | Carlos Salcido      | OB      | 2004–2014 | 124     |
| 10. | Ramón Ramírez       | PO      | 1991–2000 | 121     |
| 11. | Cuauhtémoc Blanco   | NA      | 1995–2014 | 120     |
| 12. | Javier Hernández    | NA      | 2009–     | 109     |
| 12. | Guillermo Ochoa     | BR      | 2005–     | 109     |
| 14. | Francisco Rodríguez | OB      | 2004–2015 | 108     |
| 15. | Giovani dos Santos  | PO      | 2007–     | 107     |

| #   | Zawodnik            | Pozycja | Lata      | Gole |
| --- | ------------------- | ------- | --------- | ---- |
| 1.  | Javier Hernández    | NA      | 2009–     | 52   |
| 2.  | Jared Borgetti      | NA      | 1997–2008 | 46   |
| 3.  | Cuauhtémoc Blanco   | NA      | 1995–2014 | 39   |
| 4.  | Carlos Hermosillo   | NA      | 1984–1997 | 35   |
| 4.  | Luis Hernández      | NA      | 1995–2002 | 35   |
| 6.  | Enrique Borja       | NA      | 1966–1975 | 31   |
| 7.  | Zague               | NA      | 1988–2001 | 30   |
| 8.  | Hugo Sánchez        | NA      | 1977–1998 | 29   |
| 8.  | Luis Flores         | NA      | 1983–1993 | 29   |
| 8.  | Luis García         | NA      | 1991–1999 | 29   |
| 11. | Andrés Guardado     | PO      | 2005–     | 28   |
| 11. | Benjamín Galindo    | PO      | 1983–1997 | 28   |
| 13. | Oribe Peralta       | NA      | 2005–2018 | 25   |
| 14. | Alberto García Aspe | PO      | 1988–2002 | 21   |
| 14. | Francisco Fonseca   | NA      | 2004–2007 | 21   |

## Selekcjonerzy
| #    | Trener                     | Narodowość | . | Od               | Do               | . | Bilans | Bilans | Bilans | Bilans | Bilans | . | Osiągnięcia                                     | Osiągnięcia |
| #    | Trener                     | Narodowość | . | Od               | Do               | . | M      | Z      | R      | P      | %      | . | Trofea                                          | Lata        |
| ---- | -------------------------- | ---------- | - | ---------------- | ---------------- | - | ------ | ------ | ------ | ------ | ------ | - | ----------------------------------------------- | ----------- |
| 1.   | Adolfo Frías Beltrán       | Meksyk     | . | styczeń 1923     | grudzień 1923    | . | 6      | 4      | 1      | 1      | 72%    | . |                                                 |             |
| 2.   | Alfonso Rojo de la Vega    | Meksyk     | . | maj 1928         | czerwiec 1928    | . | 2      | 0      | 0      | 2      | 0%     | . |                                                 |             |
| 3.   | Juan Luque de Serrallonga  | Hiszpania  | . | lipiec 1930      | lipiec 1930      | . | 3      | 0      | 0      | 3      | 0%     | . |                                                 |             |
| 4.   | Rafael Garza Gutiérrez     | Meksyk     | . | marzec 1934      | maj 1934         | . | 4      | 3      | 0      | 1      | 75%    | . |                                                 |             |
| 5.   | Alfred C. Crowle           | Anglia     | . | marzec 1935      | kwiecień 1935    | . | 5      | 5      | 0      | 0      | 100%   | . |                                                 |             |
| 6.   | Rafael Garza Gutiérrez (2) | Meksyk     | . | wrzesień 1937    | luty 1938        | . | 8      | 7      | 1      | 0      | 92%    | . |                                                 |             |
| 7.   | György Orth                | Węgry      | . | lipiec 1947      | lipiec 1947      | . | 2      | 2      | 0      | 0      | 100%   | . | 1x Mistrzostwa NAFC                             | 1947        |
| 8.   | Abel Ramírez Herrera       | Meksyk     | . | sierpień 1948    | sierpień 1948    | . | 1      | 0      | 0      | 1      | 0%     | . |                                                 |             |
| 9.   | Rafael Garza Gutiérrez (3) | Meksyk     | . | wrzesień 1949    | wrzesień 1949    | . | 4      | 4      | 0      | 0      | 100%   | . | 1x Mistrzostwa NAFC                             | 1949        |
| 10.  | Octavio Vial               | Meksyk     | . | maj 1950         | lipiec 1950      | . | 5      | 0      | 1      | 4      | 7%     | . |                                                 |             |
| 11.  | Antonio López Herranz      | Hiszpania  | . | luty 1952        | kwiecień 1952    | . | 5      | 1      | 0      | 4      | 20%    | . |                                                 |             |
| 12.  | Horacio Casarín            | Meksyk     | . | lipiec 1953      | wrzesień 1953    | . | 1      | 1      | 0      | 0      | 100%   | . |                                                 |             |
| 13.  | Antonio López Herranz (2)  | Hiszpania  | . | wrzesień 1953    | czerwiec 1958    | . | 17     | 8      | 3      | 6      | 53%    | . |                                                 |             |
| 14.  | Fernando Marcos            | Meksyk     | . | marzec 1959      | maj 1959         | . | 3      | 3      | 0      | 0      | 100%   | . |                                                 |             |
| 15.  | Ignacio Trelles            | Meksyk     | . | marzec 1960      | czerwiec 1962    | . | 27     | 11     | 7      | 9      | 49%    | . |                                                 |             |
| –    | Árpád Fekete               | Węgry      | . | marzec 1963      | marzec 1963      | . | 3      | 1      | 1      | 1      | 44%    | . |                                                 |             |
| 16.  | Ignacio Trelles (2)        | Meksyk     | . | październik 1964 | maj 1969         | . | 56     | 28     | 15     | 13     | 59%    | . | 1x Mistrzostwa CONCACAF                         | 1965        |
| 17.  | Raúl Cárdenas              | Meksyk     | . | maj 1969         | wrzesień 1970    | . | 23     | 10     | 7      | 6      | 54%    | . |                                                 |             |
| 18.  | Javier de la Torre         | Meksyk     | . | grudzień 1970    | grudzień 1973    | . | 38     | 20     | 7      | 11     | 59%    | . | 1x Mistrzostwa CONCACAF                         | 1971        |
| 19.  | Ignacio Jáuregui           | Meksyk     | . | marzec 1974      | wrzesień 1974    | . | 3      | 2      | 1      | 0      | 78%    | . |                                                 |             |
| 20.  | Ignacio Trelles (3)        | Meksyk     | . | sierpień 1975    | październik 1976 | . | 13     | 5      | 3      | 5      | 46%    | . |                                                 |             |
| 21.  | José Antonio Roca          | Meksyk     | . | luty 1977        | czerwiec 1978    | . | 20     | 11     | 3      | 6      | 60%    | . | 1x Mistrzostwa CONCACAF                         | 1977        |
| 22.  | José Moncebáez             | Meksyk     | . | styczeń 1979     | luty 1979        | . | 3      | 1      | 1      | 1      | 44%    | . |                                                 |             |
| 23.  | Gustavo Peña               | Meksyk     | . | czerwiec 1979    | czerwiec 1979    | . | 1      | 1      | 0      | 0      | 100%   | . |                                                 |             |
| 24.  | Raúl Cárdenas (2)          | Meksyk     | . | listopad 1979    | listopad 1981    | . | 28     | 11     | 11     | 6      | 52%    | . |                                                 |             |
| 25.  | Bora Milutinović           | Serbia     | . | wrzesień 1982    | październik 1986 | . | 57     | 31     | 18     | 8      | 65%    | . |                                                 |             |
| 26.  | Mario Velarde              | Meksyk     | . | październik 1986 | lipiec 1988      | . | 14     | 12     | 0      | 2      | 86%    | . |                                                 |             |
| 27.  | Alberto Guerra             | Meksyk     | . | luty 1989        | czerwiec 1989    | . | 3      | 3      | 0      | 0      | 100%   | . |                                                 |             |
| –    | Mario Velarde (2)          | Meksyk     | . | sierpień 1989    | sierpień 1989    | . | 1      | 1      | 0      | 0      | 100%   | . |                                                 |             |
| 28.  | Manuel Lapuente            | Meksyk     | . | styczeń 1990     | lipiec 1991      | . | 11     | 4      | 5      | 2      | 52%    | . |                                                 |             |
| 29.  | César Luis Menotti         | Argentyna  | . | sierpień 1991    | grudzień 1992    | . | 19     | 7      | 7      | 5      | 49%    | . |                                                 |             |
| 30.  | Miguel Mejía Barón         | Meksyk     | . | grudzień 1992    | sierpień 1995    | . | 54     | 25     | 17     | 12     | 57%    | . | 1x Złoty Puchar CONCACAF                        | 1993        |
| 31.  | Bora Milutinović (2)       | Serbia     | . | sierpień 1995    | listopad 1997    | . | 47     | 21     | 14     | 12     | 55%    | . | 1x Złoty Puchar CONCACAF                        | 1996        |
| 32.  | Manuel Lapuente (2)        | Meksyk     | . | listopad 1997    | wrzesień 2000    | . | 54     | 28     | 12     | 14     | 59%    | . | 1x Puchar Konfederacji 1x Złoty Puchar CONCACAF | 1999 1998   |
| 33.  | Enrique Meza               | Meksyk     | . | wrzesień 2000    | czerwiec 2001    | . | 19     | 5      | 3      | 11     | 32%    | . |                                                 |             |
| 34.  | Javier Aguirre             | Meksyk     | . | czerwiec 2001    | czerwiec 2002    | . | 27     | 17     | 4      | 6      | 68%    | . |                                                 |             |
| 35.  | Ricardo La Volpe           | Argentyna  | . | październik 2002 | czerwiec 2006    | . | 71     | 38     | 16     | 17     | 61%    | . | 1x Złoty Puchar CONCACAF                        | 2003        |
| 36.  | Hugo Sánchez               | Meksyk     | . | listopad 2006    | marzec 2008      | . | 28     | 15     | 4      | 9      | 58%    | . |                                                 |             |
| –    | Jesús Ramírez              | Meksyk     | . | marzec 2008      | czerwiec 2008    | . | 5      | 4      | 0      | 1      | 80%    | . |                                                 |             |
| 37.  | Sven-Göran Eriksson        | Szwecja    | . | czerwiec 2008    | kwiecień 2009    | . | 13     | 6      | 1      | 6      | 49%    | . |                                                 |             |
| 38.  | Javier Aguirre (2)         | Meksyk     | . | kwiecień 2009    | czerwiec 2010    | . | 32     | 20     | 6      | 6      | 69%    | . | 1x Złoty Puchar CONCACAF                        | 2009        |
| –    | Enrique Meza (2)           | Meksyk     | . | lipiec 2010      | sierpień 2010    | . | 1      | 0      | 1      | 0      | 33%    | . |                                                 |             |
| –    | Efraín Flores              | Meksyk     | . | sierpień 2010    | październik 2010 | . | 3      | 1      | 1      | 1      | 44%    | . |                                                 |             |
| 39.  | José Manuel de la Torre    | Meksyk     | . | listopad 2010    | wrzesień 2013    | . | 47     | 27     | 12     | 8      | 66%    | . | 1x Złoty Puchar CONCACAF                        | 2011        |
| –    | Luis Fernando Tena         | Meksyk     | . | wrzesień 2013    | wrzesień 2013    | . | 1      | 0      | 0      | 1      | 0%     | . |                                                 |             |
| 40.  | Víctor Manuel Vucetich     | Meksyk     | . | wrzesień 2013    | październik 2013 | . | 2      | 1      | 0      | 1      | 50%    | . |                                                 |             |
| 41.  | Miguel Herrera             | Meksyk     | . | październik 2013 | lipiec 2015      | . | 37     | 19     | 11     | 7      | 61%    | . | 1x Złoty Puchar CONCACAF                        | 2015        |
| –    | Ricardo Ferretti           | Brazylia   | . | sierpień 2015    | październik 2015 | . | 4      | 2      | 2      | 0      | 67%    | . | 1x Puchar CONCACAF                              | 2015        |
| 42.  | Juan Carlos Osorio         | Kolumbia   | . | październik 2015 | czerwiec 2018    | . | 50     | 31     | 9      | 10     | 68%    | . |                                                 |             |
| –    | Ricardo Ferretti           | Brazylia   | . | sierpień 2018    | listopad 2018    | . | 6      | 1      | 0      | 5      | 17%    | . |                                                 |             |
| 43.  | Gerardo Martino            | Argentyna  | . | styczeń 2019     |                  | . | 52     | 35     | 10     | 7      | 74%    | . | 1x Złoty Puchar CONCACAF                        | 2019        |
| Inni |                            |            |   |                  |                  |   |        |        |        |        |        |   |                                                 |             |
| –    | Ignacio Trelles            | Meksyk     | . | październik 1957 | październik 1957 | . | 2      | 1      | 1      | 0      | 67%    | . |                                                 |             |
| –    | Raúl Cárdenas              | Meksyk     | . | październik 1968 | styczeń 1969     | . | 8      | 4      | 2      | 2      | 58%    | . |                                                 |             |
| –    | Diego Mercado              | Meksyk     | . | listopad 1969    | grudzień 1969    | . | 5      | 1      | 2      | 2      | 33%    | . |                                                 |             |
| –    | Ignacio Trelles            | Meksyk     | . | styczeń 1990     | czerwiec 1990    | . | 6      | 4      | 0      | 2      | 67%    | . |                                                 |             |
| –    | Ignacio Trelles            | Meksyk     | . | marzec 1991      | marzec 1991      | . | 2      | 1      | 1      | 0      | 67%    | . | 1x Mistrzostwa NAFC                             | 1991        |
| –    | Cayetano Rodríguez         | Argentyna  | . | październik 1992 | październik 1992 | . | 1      | 1      | 0      | 0      | 100%   | . |                                                 |             |
| –    | Ricardo Ferretti           | Brazylia   | . | czerwiec 1993    | czerwiec 1993    | . | 1      | 1      | 0      | 0      | 100%   | . |                                                 |             |
| –    | Gustavo Vargas             | Meksyk     | . | luty 1999        | luty 1999        | . | 2      | 1      | 1      | 0      | 67%    | . |                                                 |             |
| –    | Mario Carrillo             | Meksyk     | . | kwiecień 1999    | kwiecień 1999    | . | 1      | 0      | 1      | 0      | 33%    | . |                                                 |             |
| –    | Hugo Sánchez               | Meksyk     | . | czerwiec 2000    | czerwiec 2000    | . | 3      | 1      | 1      | 1      | 44%    | . |                                                 |             |
| –    | Luis Fernando Tena         | Meksyk     | . | czerwiec 2011    | lipiec 2011      | . | 3      | 0      | 0      | 3      | 0%     | . |                                                 |             |
| –    | Pompilio Páez              | Kolumbia   | . | czerwiec 2017    | lipiec 2017      | . | 2      | 2      | 0      | 0      | 100%   | . |                                                 |             |
|      |                            |            | . |                  |                  | . | 965    | 505    | 223    | 237    | 60%    | . |                                                 |             |

Stan na 31 marca 2022.
Kursywą wyróżniono selekcjonerów tymczasowych.
W nawiasie podano, który raz selekcjoner prowadził reprezentację.